# Arbroath FC
Arbroath FC je fotbalový klub ze skotského města Arbroath. V sezoně 2013/14 hraje Scottish League One, třetí nejvyšší soutěž v zemi. Klub má rudé dresy a přezdívku Red Lichties (Rudá světla) podle luceren, které ukazovaly lodím cestu do místního přístavu. Arbroath FC dosáhl 12. září 1885 nejvyššího vítězství v dějinách fotbalu, když porazil v zápase Skotského poháru aberdeenský tým Bon Accord 36:0 (soupeř byl ovšem ve skutečnosti kriketový klub, který byl do fotbalového poháru pozván omylem). Arbroath FC hrál v nejvyšší skotské soutěži v letech 1935 až 1939 (pak byla liga zrušena kvůli válce), 1968/69 a 1971 až 1975. Největším pohárovým úspěchem byla účast v semifinále v roce 1947. Nejznámějším odchovancem je Ned Doig, který chytal v roce 1887 za skotský národní tým a později přestoupil do Blackburn Rovers.